# Homoplectra schuhi
Homoplectra schuhi là một loài Trichoptera trong họ Hydropsychidae. Chúng phân bố ở miền Tân bắc.